# 吉雷松省
吉雷松省（土耳其語：Giresun il）是位于土耳其北部黑海沿岸的一个省，面积7,151平方公里，首府吉雷松。